# Martin Ørnskov
Martin Ørnskov, né le 10 octobre 1985 à Silkeborg au Danemark, est un footballeur danois qui évolue au poste de milieu défensif.

## Biographie

### Silkeborg IF (2004-2011)
Né à Silkeborg au Danemark, Martin Ørnskov fait toutes ses classes avec le club de sa ville natale, le Silkeborg IF, où il est formé. 
Il fait sa première apparition en professionnel le 18 septembre 2004, lors d'une rencontre de championnat face au FC Midtjylland. Il entre en jeu à la place de Thomas Raun lors de cette rencontre perdue par les siens (2-1).
Le 16 septembre 2006, Ørnskov inscrit son premier but en professionnel, lors d'une rencontre de championnat face au Vejle BK. Il est titularisé lors de cette rencontre que son équipe remporte par quatre buts à deux.
Ørnskov découvre également la deuxième division danoise, le Silkeborg IF étant relégué à l'issue de la saison 2006-2007.

### Viking Stavanger (2012-2013)
Le 15 février 2012, à six mois de la fin de son contrat, Martin Ørnskov s'engage en faveur du club norvégien du Viking Stavanger, pour un contrat de trois ans. Il joue son premier match pour le club le 26 mars 2016 contre le Sandnes Ulf, lors de la première journée de la saison 2012 du championnat de Norvège (2-2). Il inscrit son premier bit pour le Viking, le 16 avril 2012, lors d'une rencontre de championnat contre le Molde FK. Titulaire, il donne la victoire à son équipe en inscrivant le seul but de la partie.

### Brøndby IF (2013-2016)
Le 5 juillet 2013 Martin Ørnskov retourne dans son pays natal et rejoint le Brøndby IF, où il signe un contrat de trois saisons. Son entraîneur Thomas Frank justifie ce recrutement en mettant en avant les qualités de leader de Ørnskov. Il retrouve alors la Superligaen, jouant son premier match sous ses nouvelles couleurs dans cette compétition, le 21 juillet 2013, lors de la première journée de la saison 2013-2014 contre le FC Vestsjælland. Il se fait remarquer lors de ce match en délivrant une passe décisive pour Andrew Hjulsager mais son équipe ne parvient pas à faire mieux qu'un match nul (1-1).
Avec Brøndby, Martin Ørnskov découvre la Ligue Europa, il joue son premier match dans cette compétition le 31 juillet 2014 face au Club Bruges KV contre qui son équipe s'incline (3-0).

### Lyngby BK (2016-2020)
Le 20 juin 2016, Martin Ørnskov rejoint librement le Lyngby BK, club avec lequel il signe un contrat de deux ans. Il joue son premier match pour Lyngby lors de la première journée de la saison 2016-2017 le 16 juillet 2016 contre le FC Copenhague. Il est titularisé et son équipe s'incline sur le score de trois buts à zéro. Il s'impose rapidement comme un titulaire et marque son premier but pour le club le 18 mai 2017 face à son ancien club, le Brøndby IF, en ouvrant le score sur une passe décisive de Jens Odgaard. Lyngby s'impose par deux buts à zéro ce jour-là. Cette saison-là Lyngby fait un bon parcours en championnat puisqu'il termine 3e et se qualifie pour le premier tour de la Ligue Europa.
Ørnskov retrouve donc la coupe d'Europe avec cette phase qualificative, et se fait remarquer en marquant un but dans cette compétition face au ŠK Slovan Bratislava le 20 juillet 2017, contribuant à la qualification de son équipe pour le tour suivant avec cette victoire (2-1). Le club est toutefois éliminé par le FK Krasnodar. Cette saison 2017-2018 est compliquée pour le club qui connait très problèmes financiers et est relégué à l'issue des barrages de relégations.
Malgré la descente du club en deuxième division Martin Ørnskov prolonge son contrat d'un an avec Lyngby, le liant donc jusqu'en 2019 avec les De kongeblå. Il est nommé capitaine du Lyngby BK quelques semaines plus tard, succédant à Mathias Tauber, ce dernier quittant le club cet été là. Ørnskov participe à la remontée du club en première division, un an après l'avoir quittée.
Le 21 août 2020, Martin Ørnskov met un terme à sa carrière de footballeur.

## Statistiques
| Saison                | Club                  | Championnat           | Championnat | Championnat | Coupe(s) nationale(s) | Coupe(s) nationale(s) | Compétition(s) continentale(s) | Compétition(s) continentale(s) | Compétition(s) continentale(s) | Total | Total |
| Saison                | Club                  | Division              | M.          | B.          | M.                    | B.                    | Comp.                          | M.                             | B.                             | M.    | B.    |
| 2004-2005             | Silkeborg IF          | D1                    | 1           | 0           | -                     | -                     | -                              | -                              | -                              | 1     | 0     |
| 2005-2006             | Silkeborg IF          | D1                    | 20          | 0           | -                     | -                     | -                              | -                              | -                              | 20    | 0     |
| 2006-2007             | Silkeborg IF          | D1                    | 27          | 1           | -                     | -                     | -                              | -                              | -                              | 27    | 1     |
| 2007-2008             | Silkeborg IF          | D2                    | -           | -           | -                     | -                     | -                              | -                              | -                              | 0     | 0     |
| 2008-2009             | Silkeborg IF          | D2                    | 25          | 2           | 1                     | 0                     | -                              | -                              | -                              | 26    | 2     |
| 2009-2010             | Silkeborg IF          | D1                    | 32          | 3           | 3                     | 0                     | -                              | -                              | -                              | 35    | 3     |
| 2010-2011             | Silkeborg IF          | D1                    | 30          | 1           | 1                     | 0                     | -                              | -                              | -                              | 31    | 1     |
| 2011-2012             | Silkeborg IF          | D1                    | 17          | 2           | 2                     | 0                     | -                              | -                              | -                              | 19    | 2     |
| Sous-total            | Sous-total            | Sous-total            | 152         | 9           | 7                     | 0                     | -                              | -                              | -                              | 159   | 9     |
| 2012                  | Viking FK             | D1                    | 28          | 4           | 4                     | 1                     | -                              | -                              | -                              | 32    | 5     |
| 2013                  | Viking FK             | D1                    | 16          | 0           | 2                     | 0                     | -                              | -                              | -                              | 18    | 0     |
| Sous-total            | Sous-total            | Sous-total            | 44          | 4           | 6                     | 1                     | -                              | -                              | -                              | 50    | 5     |
| 2013-2014             | Brøndby IF            | D1                    | 31          | 2           | 1                     | 0                     | -                              | -                              | -                              | 32    | 2     |
| 2014-2015             | Brøndby IF            | D1                    | 30          | 0           | 3                     | 1                     | C3                             | 2                              | 0                              | 35    | 1     |
| 2015-2016             | Brøndby IF            | D1                    | 22          | 0           | 5                     | 0                     | C3                             | 6                              | 0                              | 33    | 0     |
| Sous-total            | Sous-total            | Sous-total            | 83          | 2           | 9                     | 1                     | -                              | 8                              | 0                              | 100   | 3     |
| 2016-2017             | Lyngby BK             | D1                    | 31          | 1           | -                     | -                     | -                              | -                              | -                              | 31    | 1     |
| 2017-2018             | Lyngby BK             | D1                    | 35          | 0           | 2                     | 1                     | C3                             | 6                              | 1                              | 43    | 2     |
| 2018-2019             | Lyngby BK             | D2                    | 32          | 1           | -                     | -                     | -                              | -                              | -                              | 32    | 1     |
| 2019-2020             | Lyngby BK             | D1                    | 13          | 0           | -                     | -                     | -                              | -                              | -                              | 13    | 0     |
| Sous-total            | Sous-total            | Sous-total            | 111         | 2           | 2                     | 1                     | -                              | 6                              | 1                              | 119   | 4     |
| Total sur la carrière | Total sur la carrière | Total sur la carrière | 390         | 17          | 24                    | 3                     | -                              | 14                             | 1                              | 428   | 21    |